# Cá rồng bay
Cá rồng bay (danh pháp khoa học: Pegasus volitans) là một loài cá thuộc họ Pegasidae. Loài này có ở Australia, Bahrain, Trung Quốc, Ấn Độ, Indonesia, Malaysia, Mozambique, Myanmar, Philippines, Ả Rập Xê Út, Singapore, Đài Loan, Tanzania, Thái Lan, Việt Nam.